# Veleropilina oligotropha
Veleropilina oligotropha is een Monoplacophorasoort uit de familie van de Neopilinidae. De wetenschappelijke naam van de soort is voor het eerst geldig gepubliceerd in 1972 door Rokop.